# Joseph Talcott
Joseph Talcott (* 16. November 1669 in Hartford, Colony of Connecticut; † 11. Oktober 1741 ebenda) war der Gouverneur der Colony of Connecticut zwischen 1724 und 1741.

## Werdegang
Joseph Talcott, Sohn von Oberstleutnant John Talcott, dessen Vater einmal Schatzmeister der Colony of Connecticut war, und seiner Ehefrau Helena Wakeman, wurde am 16. November 1669 in Hartford, Connecticut geboren. Joseph war das achte von neun Kindern, die in dieser Ehe geboren wurden, und der erste Gouverneur von Connecticut, der in der Kolonie selbst geboren wurde. Seine Mutter starb 1674, als er noch vier Jahre alt war. Sein Vater heiratete im November 1676 erneut, und zwar Mary (Cook) Talcott, die ihn dann aufzog. Fünf weitere Kinder wurden in der zweiten Ehe geboren.
Josephs Großvater, der ebenfalls John hieß, wanderte um 1632 aus England nach Newton, Massachusetts ein und war erst der zwölfte Mann, der dort 1635 Land kaufte. Das Landstück, das Mr. Talcott Senior erwarb, befand sich an der Ecke von dem, was heute die Main Street und Talcott Street ist, dem Standort von "G. Fox & Co. Department Store". Ein einfaches Haus mit Scheune wurde im Dezember 1635 auf diesem Land erbaut, was jeweils das erste gebaute seiner Art in Hartford war (siehe E. Negus und andere). John Talcott Senior war Schatzmeister der Colony of Connecticut und sein Sohn, Oberstleutnant John Talcott, war es von 1660 bis 1676 ebenfalls. Er trat damals zurück, um die Truppen in Indianerkrieg zu kommandieren.
Dieses häusliche Milieu, in dem Joseph Talcott aufwuchs, den Regierungsbeamte oft besuchten, war von großer Bedeutung für seinen späteren Werdegang. Seinen Unterricht erhielt er wahrscheinlich zu Hause von Privatlehrern, da Hartford bis Mitte der 1670er keine traditionelle Mittelschule hatte. Es gibt keine Aufzeichnungen darüber, dass er je ein College besuchte, aber in jenen Tage war es auch möglich, sich selbst einen akademischen Grad zu erarbeiten. In den letzten Jahren wird darauf hingewiesen, dass Joseph ein Jurist war, was bedeuten würde, dass er Jura studierte, und zwar als er noch ein Teenager war, was für diese Tage ein geläufiges Bild war.
Josephs Vater starb 1688, ohne zuvor ein Testament angefertigt zu haben, so dass Joseph 1691 nach englischem Recht als ältester noch lebender Sohn den ganzen Grundbesitz seines Vaters beanspruchte. Obwohl er erst 22 Jahre alt war, verhalf ihm möglicherweise seine Erbschaft dazu, 1692 als Bürger (engl. townsman) auserwählt zu werden. Zu jener Zeit konnte ein Mann nur Bürger werden, wenn er einen guten Ruf und ein Anwesen besaß.
Joseph Talcott heiratete 1693 eine Abigail Clark, Tochter von Ensign George Clark aus Milford, Connecticut. Das Paar hatte drei Söhne bekommen, bevor sie 1704 starb. Ein oder zwei Jahre später heiratete er erneut, und zwar Eunice, Tochter von Col. Mathew Howell aus South Hampton, Long Island und Witwe von Samuel Wakeman. In seiner zweiten Ehe bekam Joseph fünf weitere Kinder.
Als Joseph erst einmal Bürger war, bekleidete er verschiedene Ämter in der Stadtregierung und begann in seinen Kompetenzen aufzusteigen. Er war ein Offizier in der lokalen Bürgerwehr. Sein juristischer Hintergrund bewirkte, dass er 1705 Friedensrichter wurde sowie 1706 Justice of the Quorum. Ferner wählte man ihn 1708 als Deputierten für Hartford in die General Assembly von Connecticut. 1710 ernannte man ihn für die Mai-Sitzung zum Speaker des Unterhauses. Ferner war er Major des ersten Regiments der Colony of Connecticut. 1711 wurde er ein Assistant beim General Court und war vermutlich in jenem Jahr in dieser Funktion ein Ausschussmitglied, das die Stadt Coventry gründete.
Im Mai 1714 wurde er als Richter an das Hartford County Court und das Hartford District Probate Court (Nachlassgericht) berufen. Im Mai 1721 wurde er zum Richter am Superior Court of Hartford erhoben.
Er behielt die legislativen Stellungen nur während des Wahljahrs, jedoch seinen Posten als Major bis 1723, als ihm angewiesen wurde "unverzüglich an die westliche Grenze zu reiten" und aktiv gegen die Indianer zu werden. Er wurde 1723 zum Vizegouverneur von Connecticut gewählt und ersetzte somit Nathan Gold, der gestorben war. Als Gouverneur Gurdon Saltonstall plötzlich am 20. September 1724 starb, füllte Joseph Talcott diesen Posten. Er wurde die nächsten 17 Jahre nacheinander wiedergewählt, so dass er im Ganzen siebzehn Jahre und fünf Monate im Amt war. Dies wurde nur noch durch Gouverneur John Winthrop übertroffen, der achtzehn Jahre im Amt war.
Gouverneur Talcotts Ruf war derart gut, dass er gefragt wurde einer von den Kommissaren zu sein, der einen Grenzstreit zwischen Massachusetts und New Hampshire 1730, sowie einen anderen zwischen Maine und New Hampshire 1731 zu klären. Die Grenzstreitigkeiten gingen schon seit Jahren und England hatte damit gedroht die Charters der beteiligten Kolonien zu widerrufen, wenn nicht eine Übereinkunft erreicht würde.
Talcott leitete die Kolonie auch in zwei rechtlichen Streitfällen, den Mohegan und den Intestate Fall, die beide Connecticuts Freiheit seine eigenen Gesetze zu erlassen und auszulegen bedrohten. In dem Mohegan Fall versuchten einige Kolonisten das England Connecticuts lokale Souveränität bezüglich des Eigentumsrechts auf Land im östlichen Teil der Kolonie kippt, Land, das einmal den Winthrops gehörte. Der Intestate Fall betraf einen ältesten Sohn, der wünschte, dass die englischen Gerichte Connecticuts Gesetze für nichtig erklären, so dass es Brüdern und Schwestern erlaubt würde den Grundbesitz ihres Vaters zu teilen. Talcott war in beiden Fällen erfolgreich, da es den englischen Gerichten nicht erlaubt war diese Gesetze zu verändern, da diese Teil von Connecticuts Charter waren. Dies half Connecticuts Macht als unabhängige Kolonie zu stärken.
Am 25. Mai 1748 starb Gouverneur Talcotts Ehefrau Eunice plötzlich und unerwartet mittags. Die General Assembly war in einer Sitzung, so dass das Vormittagsgeschäft beendet wurde. Allerdings verlangten die Statuten die Anwesenheit des Vizegouverneurs oder des Gouverneurs. Der Vizegouverneur, Jonathan Law, war in Norwich, wo er den Mohegan Fall bearbeitete. Gouverneur Joseph Talcott kehrte ungeachtet seiner Betroffenheit und Trauer am Nachmittag zu der Legislative zurück, so dass der Geschäftsbetrieb der Kolonie für diesen Tag beendet werden konnte.
Über all seine politischen Aktivitäten hinaus besaß Joseph Talcott Land an mehreren Stellen in Connecticut. Bei seinem Tod am 11. Oktober 1741 in Harford war er der Eigentümer von Anwesen in Middletown, Stafford, Bolton, Coventry und in den "Five Miles" (heute Manchester). Wie viele wohlhabende Leute dieser Epoche besaß er auch Sklaven. Fünf von ihnen – Jupiter, Prince, York, Rose und Lilie – sind in seinem Besitzinventar erwähnt.
Joseph Talcott wurde auf dem Ancient Burying Ground in Hartford beigesetzt. Ferner ist eine Straße in Hartford nach ihm benannt.